# 京成自動車整備
京成自動車整備株式会社（けいせいじどうしゃせいび、英: Keisei Jidosha Seibi Co.,Ltd.）は、千葉県習志野市に本社を置き自動車整備業を営む京成グループの企業。
京成電鉄バスホールディングスの完全子会社。

## 概要
京成グループ内のバス事業者の車両の車検や定期点検、日常の整備業務を主に担当しており、京成系列以外なら東洋バスの車両も担当することがある。ただし京成グループのバス事業者すべてを担当しているわけではなく、バス事業者が子会社や関連会社として自動車整備業者を持つ場合（例：関東鉄道と関鉄自動車工業）はそちらが担当する場合もある。
2025年4月1日より京成電鉄バスホールディングスの完全子会社となっている。

## 事業内容
- 自動車車体更生、修理、部品販売
- 特殊車体製作、改造
- 中古車取引業・売買
- 自動車の整備 等

## 整備工場
- 津田沼工場 
  - 本社併設
- 船橋整備工場
  - 京成バス千葉セントラル船橋営業所（旧・京成バスシステム）敷地内に併設
- 奥戸工場
  - 京成バス奥戸営業所内に併設
- 江戸川工場
  - 京成バス江戸川営業所内に併設
- 金町工場
  - 京成バス金町営業所内に併設
- 松戸工場
  - 京成バス松戸営業所内に併設
- 市川工場
  - 京成バス市川営業所内に併設
- 新都心工場
  - 京成バス新都心営業所内に併設
- 習志野工場
  - 京成バス新都心営業所習志野出張所内に併設
- 千葉工場
  - 京成バス千葉営業所内に併設
- 長沼工場
  - 京成バス長沼営業所内に併設
- 千鳥工場
  - 京成バス千葉ウエスト千鳥営業所（旧・東京ベイシティ交通）敷地内に併設
- 高浜工場
  - 京成バス千葉セントラル高浜営業所（旧・千葉海浜交通）敷地内に併設
- 千代田工場
  - 京成バス千葉イースト四街道営業所（旧・千葉内陸バス）敷地内に併設
- 佐倉工場
  - 京成バス千葉イースト佐倉営業所（旧・ちばグリーンバス）敷地内に併設
- 成東工場
  - 京成バス千葉イースト成東営業所（旧・ちばフラワーバス）敷地内に併設